# كيا بيكانتو
كيا بيكانتو (بالإنجليزية: Kia Picanto)‏ هي عبارة عن سيارة مدينة يقوم بصناعتها مصنع السيارات الكوري الجنوبي كيا موتورز منذ سنة 2004. وتعتبر من أكثر السيارت توفيرا للوقود بالمقارنة مع ادائها .

## معرض صور

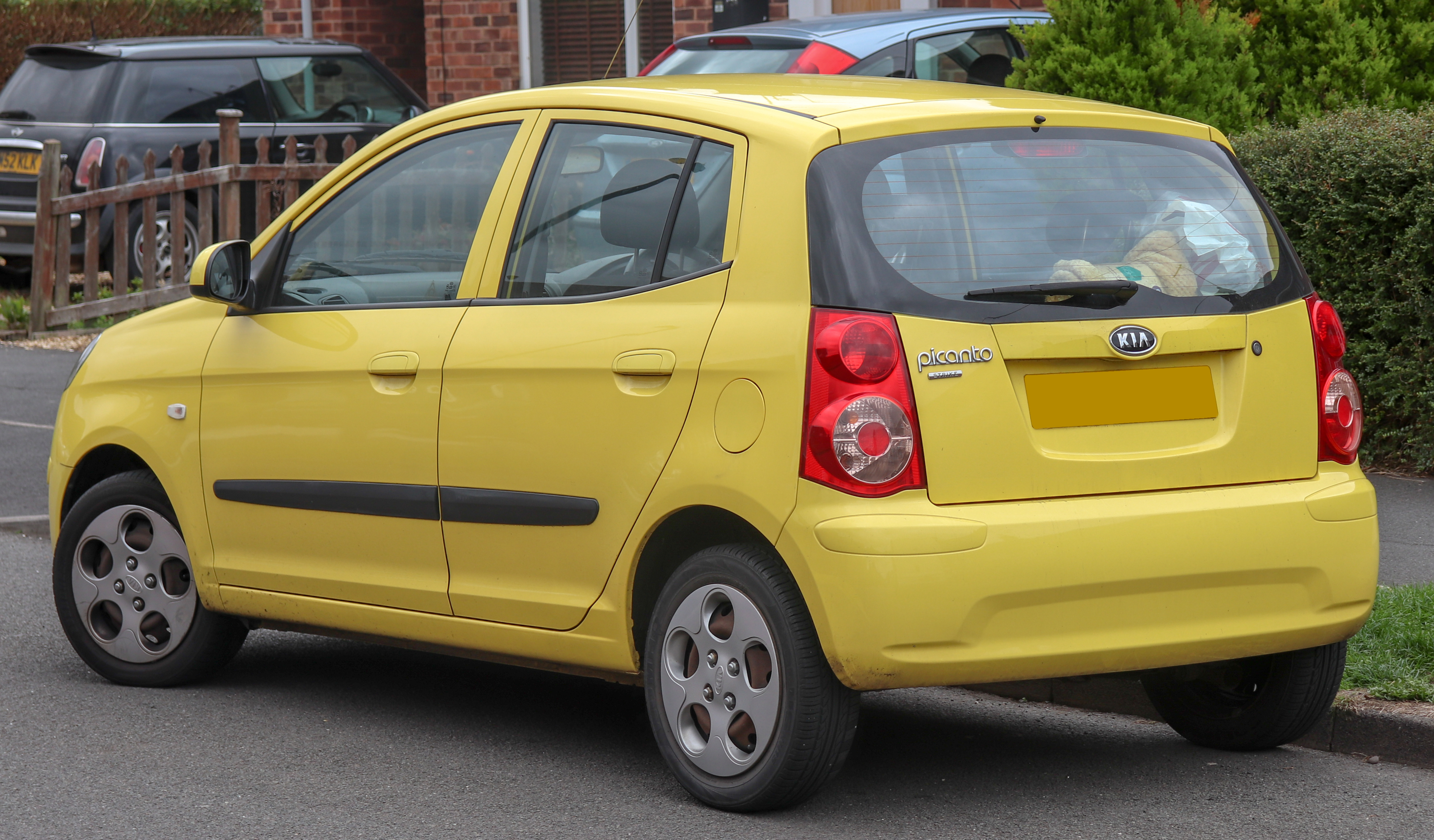
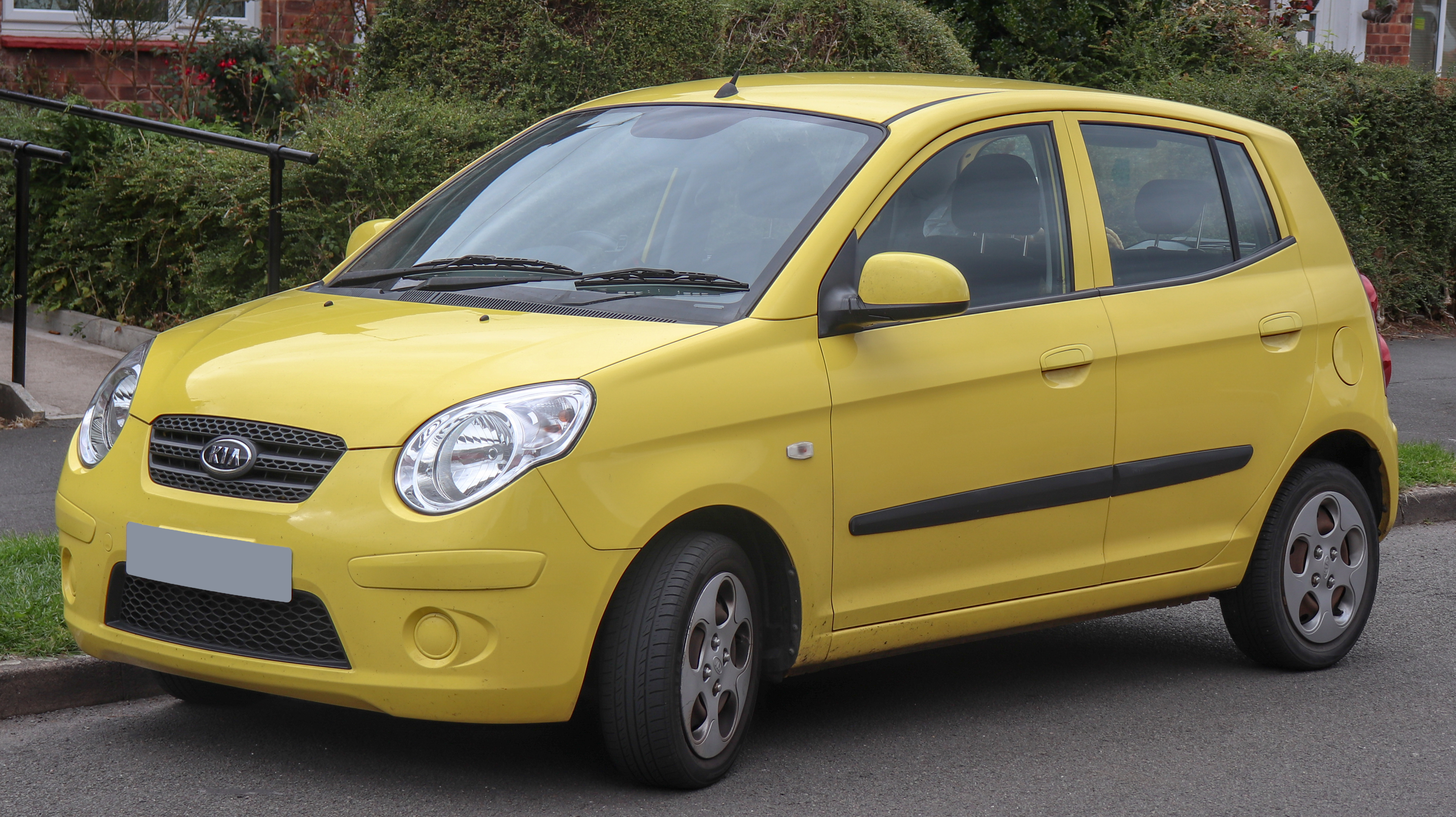
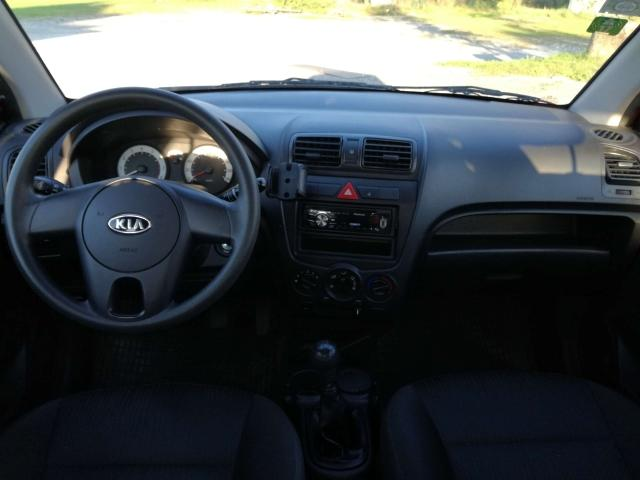
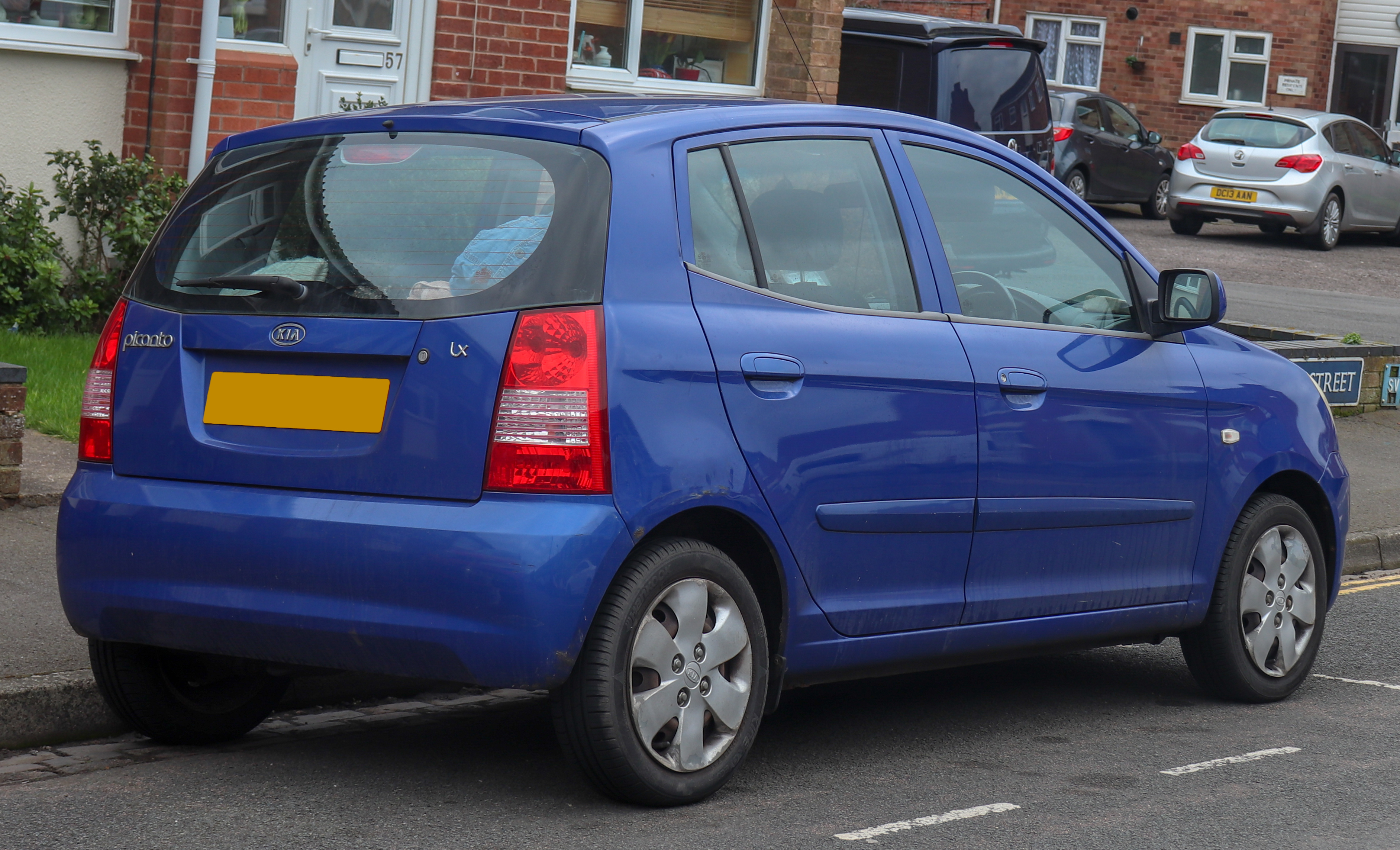
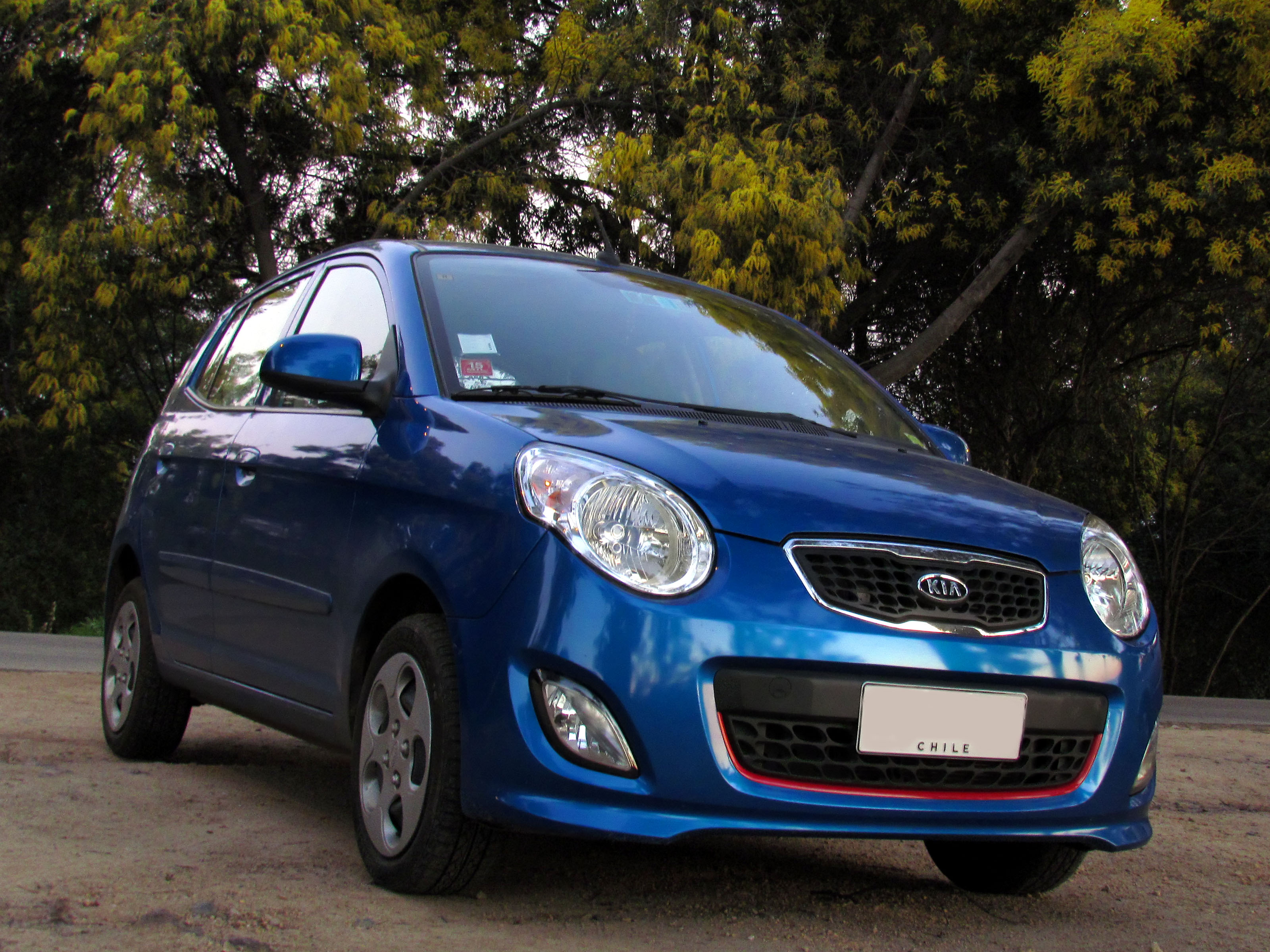